# Valensia Clarkson
Valensia Clarkson (Haia, 13 de abril de 1971) é um cantor, compositor, produtor e multi-instrumentista holandês que tem como sua maior influência o grupo Queen. O seu instrumento preferido é a guitarra, a qual toca com muita virtuose e a semelhança de sua voz a de Freddie Mercury é tão grande que algum fã desavisado pode pensar que se trata do Mercury. Há uma regravação de All The Yong Dudes (de Bowie) em que Valensia tentou imaginar como seria uma versão desta música feita pelo Queen e o resultado é espantoso! Todos os instrumentos e vozes são executados por Valensia, exceto a bateria tocada pelo seu irmão. Nesse álbum não há um único sampler de qualquer música do Queen.